# Елц л'Итје
Елц л'Итје (фр. Heiltz-le-Hutier) насеље је и општина у североисточној Француској у региону Шампањ-Арден, у департману Марна која припада префектури Витри ле Франсоа.
По подацима из 2011. године у општини је живело 229 становника, а густина насељености је износила 21,13 становника/km². Општина се простире на површини од 10,84 km². Налази се на средњој надморској висини од 126 метара.

## Демографија
| 1962. | 1968. | 1975. | 1982. | 1990. | 1999. | 2011. |
| ----- | ----- | ----- | ----- | ----- | ----- | ----- |
| 157   | 163   | 127   | 122   | 138   | 145   | 229   |

График промене броја становника у току последњих година